# スウィッシュ・ジャパン
株式会社スウィッシュ・ジャパン（英: SWISH JAPAN Inc.）は、テレビ技術を専門とする技術プロダクション。
番組技術や制作を請け負う会社であるニユーテレスに在籍していたスタッフの一部などが独立し、1991年（平成3年）7月17日設立。

民放各テレビ局のバラエティやドラマ、ドキュメントなどにおいて、カメラマン・音声・VE(ビデオエンジニア)・CGのスタッフを派遣したり、番組制作も担当する。

## 沿革
- 1991年（平成3年）7月17日 - 「有限会社スウィッシュ・ジャパン」として設立。
- 1998年（平成10年）4月 - 株式会社に組織変更。

## 役員
- 代表取締役社長：石毛雄己
- 専務取締役：伊達直樹
- 取締役：永澤剛、武藤康広、神尾淳、小林孝至
- 監査役：寺尾潔
- 執行役員：五十嵐陽、関根哲大、岸端育生

## 所属スタッフ

### 技術部
カメラマン
- 佐藤厚誠
- 五十嵐陽
- 中澤宏
- 羽鳥慎一郎
- 久世大輔
- 芳川和也
- 山脇吉記
- 渡部公臣
- 鴨下達也
- 岸上健二
- 稲本健汰
- 大澤民典

音声
- 谷口健二
- 佐々木瑠美
- 村本達弥
- 川越夏菜
- 嶽はる菜

### 番組制作部
- 分社されたスクラッチに参照。

### 編集CG部
- 分社されたglowに詳細。

## 技術協力番組

### テレビ番組
（凡例）太字：現在放映中また継続中（特番の場合）の番組・これから放映される番組、無：スタジオ／ロケ、S：スタジオ技術のみ、L：ロケーション技術のみ、空：空撮カメラ担当、制：自社制作番組。

### ビデオパッケージ
- サンデージャポン
- ひみつの嵐ちゃん!
- さまぁ〜ず×さまぁ〜ず
- 溜池Now（USEN）
- キャワコレTV
- NUDE（テレビ大阪）
- 美神の踝
- WINNERS
- U-15.F スキにさせて!
- 娘DOKYU!
- ロンブーの怪傑!トリックスター
- ド短期ツメコミ教育!豪腕!コーチング!!
- 本番で〜す!
- キンコンヒルズ
- ファイテンション☆デパート
- オンナのじかんですよ。
- 浜田スーパー親子塾
- ウェルカムTV
- ウド鈴木のバカクルマニア（BSフジ）
- バカヂカラ（Sony Music）
- AKB48 ネ申テレビ シーズン1,2,3（ファミリー劇場）
- AKB48 NY公演 supported by スカパー!HD（ファミリー劇場）
- よしもと!Shall Weショッピング（イオンサクワ）